# Venă cavă inferioară
Vena cavă inferioară este o venă mare care transportă sângele neoxigenat din partea mijlocie și inferioară a corpului către atriul drept al inimii. Pereții săi sunt rigizi și au valve, astfel încât sângele să nu curgă înapoi datorită gravitației . Se formează prin unirea venelor iliace comune drepte și stângi, de obicei la nivelul celei de-a cincea vertebre lombare . 
Vena cavă inferioară este cea din partea de jos („ inferioară ”) dintre cele două vene cave, cele două vene mari care transportă sânge neoxigenat din corp în atriul drept al inimii: vena cava inferioară transportă sânge din jumătatea inferioară a corpului în timp ce vena cavă superioară transportă sânge din jumătatea superioară a corpului către inimă. Împreună, venele cave (pe lângă sinusul coronarian, care transportă sânge din mușchiul inimii către sine) formează omologii venoși ai aortei . 
Este o venă retroperitoneală mare, care se află posterior cavității abdominale  și se desfășoară pe partea dreaptă a coloanei vertebrale . Acesta intră în auriculul drept în partea inferioară dreaptă, partea din spate a inimii. Numele derivă din latină vena, "vein", cavus, "hollow"    . 

## Anatomie
Vena cavă inferioară este formată prin unirea venelor iliace comune stângă și dreaptă și aduce sânge colectat în atriul drept al inimii. De asemenea, se unește cu vena azygos (care se desfășoară pe partea dreaptă a coloanei vertebrale) și plexurile venoase de lângă măduva spinării. În ciuda alineatului anterior, vena cava inferioară nu are valve. 
Vena cavă inferioară începe cu unirea venelor iliace comune stângă și dreaptă, pe partea din spate a abdomenului aproximativ la nivelul vertebrei L5 . Trece prin diafragma toracică, prin orificiul diafragmatic al venei cave, la nivelul vertebrei T8 . 

### Afluenții
Nivelurile specifice ai tributarilor venei cave inferioare sunt următorii: 
| Nivel | Vena                                   |
| T8    | venă hepatică, venă frenică inferioară |
| L1    | venă suprarenală dreaptă, venă renală  |
| L2    | venă gonadă dreptă                     |
| L1-L5 | vene lombare                           |
| L5    | venă iliacă comune                     |

Deoarece vena cavă inferioară este situată în dreapta liniei medii a corpului, drenarea afluenților nu este întotdeauna simetrică. În dreapta, venele gonadelor și venele suprarenale se varsă direct în vena cavă inferioară. Pe partea stângă, venele ce vin dinspre organe se varsă în vena renală care, la rândul ei, se varsă în vena cavă inferioară. În schimb, toate venele lombare și venele hepatice, de obicei, se varsă direct în vena cavă inferioară.

### Dezvoltare
În embrion, vena cavă inferioară și vena auriculă dreaptă sunt separate de valva venei cave inferioare, cunoscută și sub denumirea de valvă eustachiană . La adult, această valvă regresează sau rămâne ca un mic pliu de endocard . 

### Variație
Rareori, vena cavă inferioară poate varia în dimensiune și poziție. În transpunerea marilor artere, vena cavă inferioară poate sta pe partea stângă. Poate fi înlocuită și de două vase sub nivelul venelor renale. 

## Fiziologie
Vena cavă inferioară este o venă . Ea poartă sânge neoxigenat din jumătatea inferioară a corpului către atriul drept al inimii . 
Vena corespunzătoare care transportă sânge neoxigenat din jumătatea superioară a corpului este vena cavă superioară . 

## Semnificație clinică
Problemele de sănătate atribuite venei cave inferioare sunt asociate adesea cu compresia (rupturile sunt rare, deoarece au o presiune intraluminală scăzută ). Surse tipice de presiune externă sunt o aortă mărită (anevrism aortic abdominal ), uterul gravid ( sindromul de compresiune aortocaval ) și tumorile maligne abdominale, cum ar fi cancerul colorectal, carcinomul cu celule renale și cancerul ovarian . Deoarece vena cavă inferioară este în primul rând o structură pe partea dreaptă, femeile gravide inconștiente ar trebui să fie întoarse pe partea stângă ( poziția de recuperare ), pentru a calma presiunea asupra acesteia și a facilita revenirea venoasă. În cazuri rare, încordarea asociată cu defecarea poate duce la fluxul sanguin restrâns prin vena cavă inferioară și poate duce la sincope (leșin). 
Blocarea venei cave inferioare este rară și este tratată de urgență ca o afecțiune care poate pune viața în pericol. Este asociată cu tromboza venei profunde, filtrele venei cave inferioare, transplantul hepatic și procedurile chirurgicale, cum ar fi introducerea unui cateter în vena femurală la nivel inghinal . 

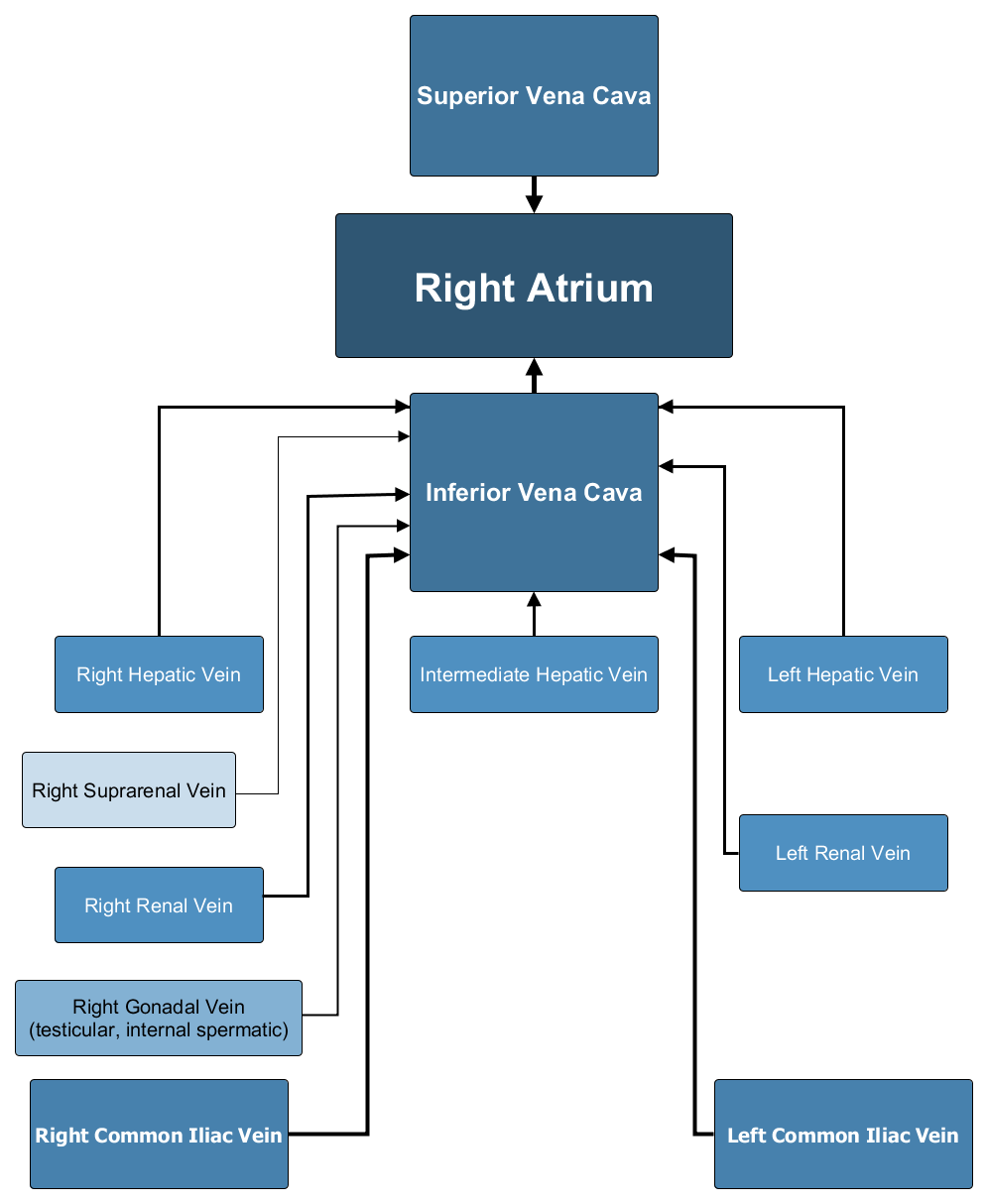
Ramuri ale Cafei Vena Inferior

Trauma venei cave inferioare este de obicei fatală, deoarece are loc o hemoragie masivă și incontrolabilă. 

## Imagini suplimentare

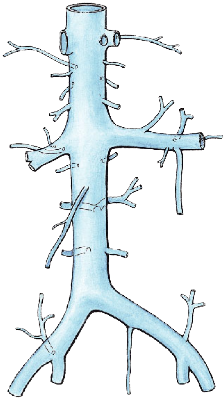
Vena cava inferioara
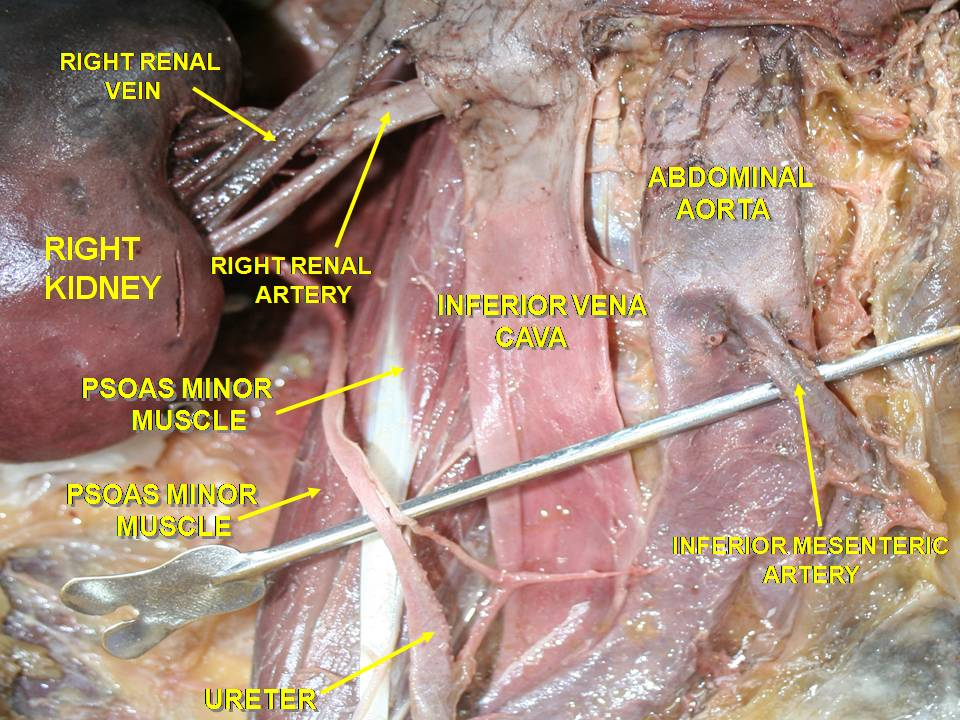
Inferior vena cava vedere frontală